# Thomas Kristensen
Thomas Kristensen (Virum, 7 april 1983) is een Deens voetballer die als middenvelder speelt. Hij tekende in juli 2016 een contract voor een jaar bij Brisbane Roar, dat hem transfervrij overnam van ADO Den Haag. Kristensen debuteerde in 2008 in het Deens voetbalelftal.

## Erelijst
FC Kopenhagen
- Deens landskampioen

2009, 2010, 2011, 2013
- Beker van Denemarken

2009, 2012